# Addiction oncogénique
En cancérologie, l'addiction oncogénique, ou mutation oncogénique, est un phénomène survenant lorsque la survie d'une cellule cancéreuse est totalement dépendante de l'activation continuelle d'une voie de signalisation cellulaire. L'inactivation de cette voie de signalisation entraîne alors la mort cellulaire par apoptose. Ceci est le mode d'action de certaines thérapies ciblées.

## Mécanisme
L'apparition d'un cancer, appelé cancérogenèse, est un processus complexe impliquant l'accumulation aléatoire et progressive de mutations et d'anomalies épigénétiques au sein du génome des cellules malades. En conséquence, le métabolisme d'une cellule cancéreuse est très différent de celui d'une cellule saine, et certains oncogènes y possèdent un rôle anormalement central. Par exemple, certaines cellules cancéreuses ont perdu un gène assurant une fonction donnée, qui est à la place assurée par un autre gène, appelé oncogène. La survie cellulaire peut ainsi devenir dépendante de l'activité d'un seul gène anormalement exprimé.
Les oncogènes ainsi activés peuvent gagner ces nouvelles fonctions par plusieurs mécanismes. Ils peuvent avoir subi une mutation permettant un gain de fonction, une amplification, ou encore une surexpression. Les gènes inactivés, appelés gènes suppresseurs de tumeurs, perdent leur fonction par des mécanismes similaires, auquel se rajoute la silenciation épigénétique.
Le résultat de ces mutations est l'activation continuelle de certaines voies de signalisation cellulaires, en particulier la voie des tyrosines kinases, la voie de l'EGFR, la voie de HER2, ou encore la voie mTOR,.
Lorsque ces voies de signalisation sont inactivées, l'apoptose est induite par un mécanisme appelé choc oncogénique.

## Historique
L'expression « addiction oncogénique » (oncogene addiction en anglais) a été proposée en 2000 par le cancérologue Bernard Weinstein. Les premiers oncogènes ainsi identifiés ont été MYC et RAS.

## Fréquence
La fréquence de l'addiction oncogénique varie selon le type de cancer. La mutation des gènes RAS (H-RAS, Ki-RAS et N-RAS) est présente dans environ 30 % des cancers.
La présence d'une addiction oncogénique est indépendante de l'expression de PDL-1.

## Applications thérapeutiques
Il est parfois possible de bloquer l'activation d'une voie de signalisation responsable d'une addiction oncogénique. Dans le cancer du sein, le trastuzumab (Herceptin), ciblant le récepteur tyrosine-kinase HER2, a été parmi les premières thérapies ciblées développées. La famille médicamenteuse des inhibiteurs de tyrosine kinase est aussi largement utilisée dans d'autres cancers, en particulier les cancers du poumon et du rein.
L'intérêt majeur de ces thérapies ciblées est de ne pas affecter les cellules non cancéreuses, ce qui diminue les effets secondaires. Même lorsque le ciblage n'est pas parfaitement spécifique des cellules tumorales, les cellules saines sont peu affectées par le blocage de ces voies de signalisation. L'hypothèse principale expliquant cette différence de réponse est que les cellules cancéreuses n'ont aucun mécanisme de compensation, et que le moindre déséquilibre des signaux pro et anti apoptose déclenche la mort cellulaire.